# Província de Màlaga
La província de Màlaga es troba a Andalusia, a la costa mediterrània de l'Andalusia Occidental, compresa entre les províncies de Cadis i de Granada, a l'est i oest, i al nord amb les províncies de Sevilla i de Còrdova. Té una superfície de 7.306 km² amb 1.453.409 habitants (2005) distribuïts en 100 municipis, la densitat de població mitjana de la qual és de prop de 200 hab./km². La capital és la ciutat homònima, i el Govern i Administració dels interessos provincials estan encomanats a la Diputació Provincial de Málaga.
Gran part del seu territori és comprès per les serralades del Sistema Bètic separades per la Depressió Intrabètica, en aquesta província coneguda com a Foia d'Antequera. A l'oest se situa la comarca de la Regió Muntanyenca de Ronda i per l'est els majors relleus són la serra d'Almijara, Tejeda i Alhama. Al sud, paral·lela a la Regió Muntanyenca de Ronda se situa la Serra Bermeja. En els estreps de la Regió Muntanyenca de Ronda se situa la Foia de Màlaga.
La vegetació normalment inclou matolls, i el margalló és el més representatiu. També hi ha boscos de pins, avet pinsaps (més comuns a la Serra de Grazalema), i en l'interior boscos d'alzines i sureres.